# 야마모토 이소로쿠
야마모토 이소로쿠(일본어: 山本 五十六, 1884년 4월 4일~1943년 4월 18일)는 제2차 세계 대전 당시 일본제국 해군 연합함대 사령장관이다.

## 생애와 경력

### 일본 해군항공대 육성
야마모토는 거함거포주의가 주류였던 당시 분위기에서 일찌감치 항공기 분야에 힘을 쏟은 기술에 밝은 테크노크라트이기도 했다. 육군과는 서로 적군이라 불러도 무방할 만큼 적대적이었던 일본 해군은 육군과는 전혀 다른 보급체계를 가지고 있었고, 전투용 항공기 또한 별개의 생산 체계를 갖추었다. 야마모토는 일찌감치 해군 항공대 육성과 전술 능력 배양에 전력을 쏟았고, 그의 노력은 태평양 전선을 특징짓는 항공모함 간 항공전이라는 새로운 패러다임을 정착시키고, 거함거포주의를 침몰시키는 데 일조하게 되었다.

### 전쟁을 반대한 군인
야마모토는 미국 유학 및 주미 일본 대사관에서 해군무관으로 근무하던 시절에 미국의 산업 생산력과 기술력, 경제력을 직접 확인한 인물이었다. 미국의 경제력과 잠재력을 정확하게 파악하여 미국과의 전쟁에서 승리할 수 없다는 확신을 갖게 되었던 것이다. 그때문에 야마모토는 미국과 전쟁을 주장하는 도조 히데키를 필두로 한 육군 강경파에 맞서 전쟁을 반대하였다. 당시 고노에 수상이 승리 가능성을 물어오자 "100% 진다"고 딱 잘라 말하고, 승세를 유지할 수 있는 것은 6개월에서 길어봤자 1년이라고 덧붙인 일화가 있을 정도다(또, 실제로 그렇게 되었다). 해군사관학교 동기생인 해군 대신에게도 대본영에서 회의때 전쟁에 반대해야 한다고 강력하게 주장하기도 했다.
이 때문에 육군의 강경파로부터 암살 위협에 시달렸으며, 해군 장관이 되어야 할 시점에 연합함대 사령장관으로 취임한 것도 연합함대 사령관직에 있으면서 육군 강경파들의 암살 시도로부터 피하기 위해서였다고 한다.

### 전쟁에 앞장서다

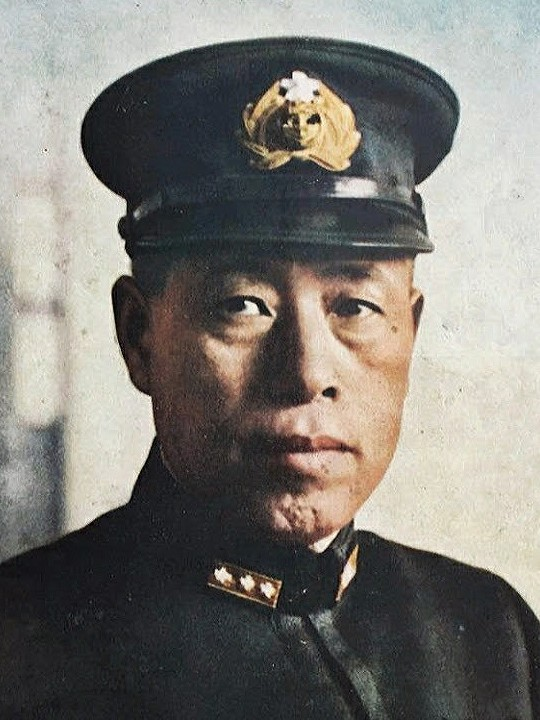

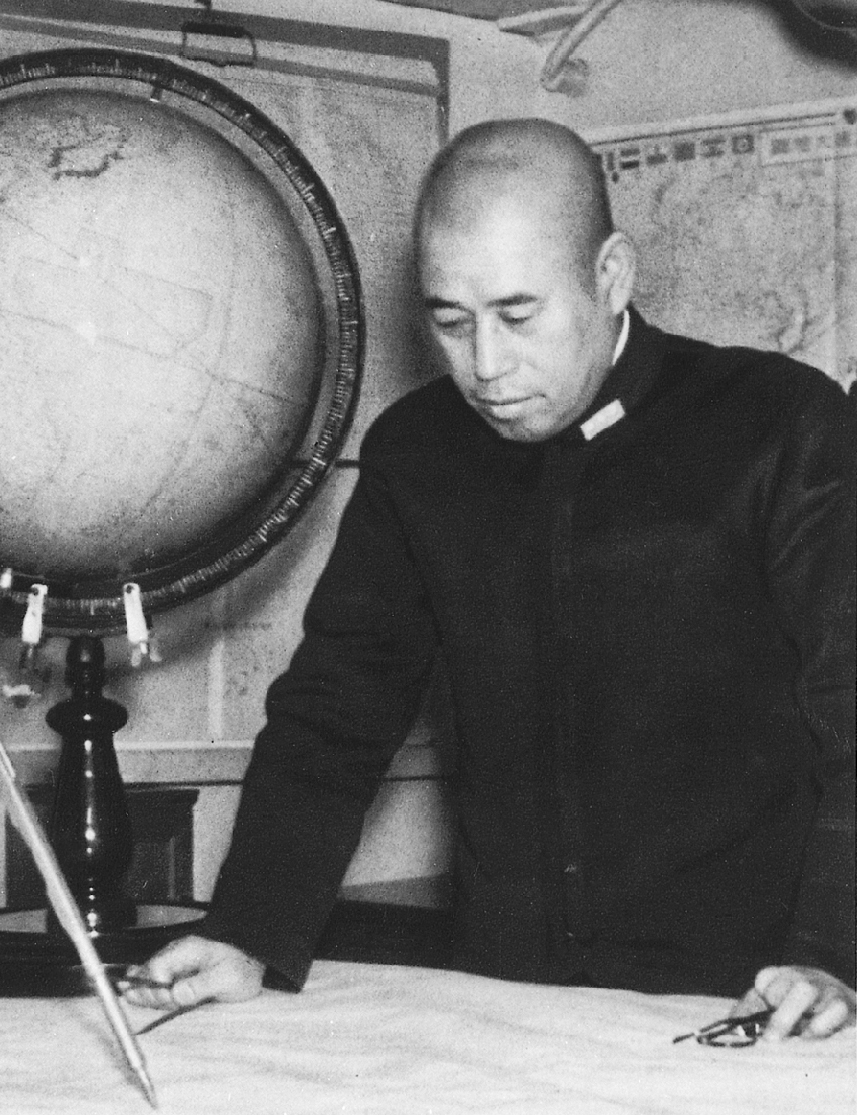

그러나, 전쟁이 결정되고, 일왕까지 승인하자 야마모토는 이왕 전쟁을 할 것이면 진주만의 미국 태평양 함대를 선제 기습 공격해야 한다고 주장했다. 특히 목표물은 미 해군의 항공모함이었다. 그 자신이 항공모함의 잠재력을 높이 샀고, 또 공격 자체도 항공모함의 함재기들로만 할 것이기 때문에 당연히 미국의 항공모함들부터 때려부숴야 한다고 생각한 것이다.
1940년 말부터 8월까지 야마모토는 작전 계획 수립과 부대 훈련에 매달렸다. 특히 진주만의 수심이 얕은 것을 고려하여 뇌격기에서 사용할 어뢰의 개량도 포함되어 있었다. 일본의 99식 산소 어뢰는 당시 어뢰들 중에서는 최고 성능이었지만, 진주만의 수심이 매우 얕아 사용이 불가능했던 것이다(다른 어뢰들도 마찬가지였다). 이를 위해 프로펠러 추진부에 간단한 목제 부품을 달아 사용이 가능하도록 개량했고, 이 어뢰로 진주만과 비슷한 지형의 가고시마에서 수행한 모의 훈련에서 조종사들과 폭격수들이 혼신의 노력을 기울인 결과 기동중인 표적에 명중률이 70%에 육박하게 만들 수 있었다.
야마모토는 11월 26일 연합함대를 이끌고 진주만으로 출발했다. 함대는 함재기 414대를 적재한 6척의 항공모함과 전함 2척, 순양함 4척, 구축함 9척, 잠수함 3척, 유조선 8척으로 편성되었다. 12월 7일 그의 함재기들은 진주만을 성공적으로 기습하여 공격을 성공리에 마무리했으나 2가지 실수를 범하였다. 하나는 미국의 항공모함을 제거하지 못한 것이고(새러토가는 샌디에이고에, 엔터프라이즈는 미드웨이섬으로 함재기를 운송 중이었고, 렉싱턴은 웨이크섬으로 함재기를 운송 중이었다.), 다른 하나는 유류 저장소를 고스란히 남겨둔 것이었다.
공격 후 야마모토는 환호하는 참모들 사이에서 "이번 공격이 잠자는 사자를 건드린 것은 아닐까"라고 중얼거렸다고 전해진다. 영화 《도라 도라 도라》에서도 나오는 이 대사는 영화를 위해 만들어진 것이 아니었다.)
1942년, 미군이 둘리틀 공습으로 도쿄를 폭격하자 미 해군이 일본 본토에 접근할 수 없는 지점으로 몰아낼 계획을 세우게 된다. 그 전초기지가 미드웨이섬이었다. 미드웨이는 본래 무인도였으나, 섬에 활주로를 닦아 비행기지를 건설하여 섬 전체가 불침 항공모함이 된 상태였다. 그러나 이 작전에서 야마모토는 실패를 겪었다. 항공모함 4척과 오랜 시간 단련된 많은 조종사들을 잃은 것이다. 작전은 실패하고 야마모토는 귀항한다.
미드웨이 해전 종료 후 미군은 솔로몬 군도의 작은 섬인 과달카날섬에 해병대를 상륙시켰다. 일본군의 전략은 한편으로는 야마모토를 중심으로 1번째는 중부 태평양에서 미군을 몰아내고, 2번째는 남태평양에서는 오스트레일리아와 미국의 병참선을 끊는 것이었다. 2번째 전략을 위해 일본은 과달카날에 비행장을 건설하기 시작했다. (여기에는 조선인 노무자들이 수천명 동원되었다). 비행장이 완공되면 오스트레일리아와 미국 간 병참선이 끊어지고 사실상 태평양에서 일본에 반격하기가 쉽지 않게 됨을 의미하는 것이었다. 오스트레일리아는 유럽 전선에서 영국처럼 반격을 위한 병참 기지 겸 교두보였기 때문이다.
미군의 과달카날 작전은 1년여간에 걸쳐 이루어졌고, 수회의 해전과 육상전투를 통해 과달카날 장악에 성공하였다. 미드웨이 해전이 하나의 계기였다면, 전세의 역전은 과달카날에서 시작된 것이라는 것이 올바른 평가다. 야마모토 제독도 이 전선을 소홀히 할 수 없어서 가능한 함대를 이쪽 방면으로 보냈고, 자기 자신도 전선 시찰을 위해 라바울로 향했다.

### 죽음
1943년 4월 18일, 야마모토는 부건빌섬의 일본군 전선을 시찰하기 위해 라바울에서 1식함상 폭격기를 타고 출발했다. 문제는 미군 측이 일본군의 암호를 해독하고 있다는 것을 야마모토 본인을 포함하여, 승조원들이 알지 못했다는 점이다.
당시 미군은 미드웨이 해전 이후 일본군의 암호를 모조리 해독하고 있었고, 야마모토의 전선 시찰도 미리 알고 있었다. 고민 끝에 미국 육군 항공대(당시는 공군이 독립하기 전임)는 장거리 비행이 가능한 P-38 라이트닝 전투기로 야마모토 이소로쿠를 처단하기로 결정했다. 야마모토는 미군이 가장 두려워 했던 군인이었고, 암호가 해독되고 있다는 사실을 숨기기 위해 사전에 미군은 시찰일자 며칠 전부터 P-38 편대를 라바울 상공으로 출격시켰다. 즉, 일상적인 전투 초계 활동 중에 우연히 야마모토를 격추시킨 것으로 인식시키기 위해서였으며 이 작전은 성공했다
미군 편대는 호위기들을 공격할 편대와 야마모토 탑승기를 공격할 공격조로 나뉘어 출격했다. 호위조가 일본군 호위기들과 전투를 시작한 사이, 공격조가 호위기들의 엄호를 제대로 받지 못한 야마모토의 탑승기에 명중탄을 날렸고, 탑승기는 추락하였다. 시신은 일본군이 발견하여 거두어갔고, 기체는 1990년대까지 격추된 장소에 남아 있었다.

## 사후
- 일본군은 야마모토 제독의 죽음을 한동안 비밀에 부치고 "해군갑사건(ja:海軍甲事件)"이라고만 부르다가, 약 한 달이 지나서야 야마모토의 죽음을 공표하고 도쿄에서 성대한 국장을 치렀다. 사후 해군 원수 직위가 추서되었다.
- 미국도 암호 해독 사실이 드러나서 일본군이 암호를 모두 변경하는 사태를 방지하기 위해 한동안 야마모토 제독의 사살을 공표하지 않았다.
- 전후에 작전에 참가한 미군 조종사들 사이에 누가 야마모토를 격추시켰는가 하는 문제로 법정 공방까지 벌였다.

## 여담
- 야마모토는 서예를 연습했으며 그의 아내인 레이코와는 2명의 아들, 2명의 딸을 두었다. 또한 야마모토는 바둑, 쇼기, 당구, 브리지, 마작, 포커와 같은 도박을 즐겼고 모나코로 자주 이주하기도 했다.

## 약력
- 1884년 4월 4일, 일본의 니가타현에서 태어남
- 1904년 일본해군병학교 (해군사관학교) 졸업. 곧바로 졸업과 동시에 러일전쟁 참전하여 순양함 니신함에서 근무.
- 1916년 해군대학 졸업
- 1919년 미국 하버드 대학교 유학. 이 때의 경험이 훗날 미국과 전쟁을 반대하게 하였다.
- 1925년 주미대사관(駐美大使館) 무관
- 항공전대 사령관
- 1930년 항공본부 기술부장
- 1935년 항공본부장 취임. 해군용 공격용 항공기의 개발과 항공부대 편제에 주력. 이 무렵 런던 군축조약의 여파로 건조 중이던 전함 및 대형 순양함을 항공모함으로 개장하게 됨.
- 1936년 해군차관 취임. 독일, 이탈리아, 일본 간의 삼국 동맹을 반대하였다.
- 1941년 연합함대 사령관에 취임. 진주만 공격 입안 수행
- 1942년 미드웨이 해전 지휘
- 1943년 솔로몬 제도의 부건빌섬 시찰을 위해 호위기 편대와 함께 항공기로 라바울에서 출발한 후, 사전에 무전 도청으로 정보를 입수한 미국 육군 항공대의 P-38 라이트닝 편대에 격추되어 사살됨.

## 같이 보기
- 연합 함대 사령장관 야마모토 이소로쿠